# 21945 Kleshchonok
21945 Kleshchonok (1999 VL135) là một tiểu hành tinh vành đai chính. Nó được đặt theo tên Valery Volodymyrovich Kleshchonok, nhà thiên văn ở Đại học Kiev, Kiev, Ukraine.